# Jacques Perrin
Jacques Perrin (Parijs, 13 juli 1941 – aldaar, 21 april 2022) was een Frans acteur, regisseur en filmproducent. Een van zijn bekendste filmrollen was die van de oudere Salvatore in de Italiaanse dramafilm Nuovo cinema Paradiso.

## Filmografie

### Acteur (selectie)
- 1958: Les Tricheurs (Marcel Carné)
- 1960: La Ragazza con la valigia (Valerio Zurlini)
- 1962: Cronaca familiare (Valerio Zurlini)
- 1963: La corruzione (Mauro Bolognini)
- 1965: La 317e Section (Pierre Schoendoerffer)
- 1965: Compartiment tueurs (Costa-Gavras)
- 1966: La Ligne de démarcation (Claude Chabrol)
- 1967: Les Demoiselles de Rochefort (Jacques Demy)
- 1967: Un homme de trop (Costa-Gavras)
- 1969: Z (Costa-Gavras)
- 1969: L'invitata (Vittorio De Seta)
- 1970: Peau d'âne (Jacques Demy)
- 1971: Blanche (Walerian Borowczyk)
- 1972: État de siège (Costa-Gavras)
- 1973: Home Sweet Home (Benoît Lamy)
- 1974: Section spéciale (Costa-Gavras)
- 1976: Il deserto dei Tartari (Valerio Zurlini)
- 1977: Le Crabe-tambour (Pierre Schoendoerffer)
- 1978: La Part du feu (Etienne Périer)
- 1980: La légion saute sur Kolwezi (Raoul Coutard)
- 1981: Une robe noire pour un tueur (José Giovanni)
- 1982: L'Honneur d'un capitaine (Pierre Schoendoerffer)
- 1984: L'Année des méduses (Christopher Frank)
- 1984: Paroles et Musique (Élie Chouraqui)
- 1985: Parole de flic (José Pinheiro)
- 1989: Nuovo cinema Paradiso (Giuseppe Tornatore)
- 1989: Vanille Fraise (Gérard Oury)
- 1990: Stanno tutti bene (Giuseppe Tornatore)
- 1993: Montparnasse-Pondichéry (Yves Robert)
- 1999: C'est pas ma faute! (Jacques Monnet)
- 2000: Scènes de crimes (Frédéric Schoendoerffer)
- 2001: Le Pacte des loups (Christophe Gans)
- 2004: Les Choristes (Christophe Barratier)
- 2005: Le Petit Lieutenant (Xavier Beauvois)
- 2005: L'Enfer (Danis Tanović)

### Regisseur
- Le Peuple migrateur - The travelling birds - 2001
- Océans - Oceans - 2009
- Les Saisons - 2015

### Producent
Hij produceerde onder anderen de film Himalaya met Christophe Barratier.

## Privéleven en overlijden
Perrin was getrouwd en had drie zonen, waaronder Maxence Perrin, die eveneens acteur werd.
Op 21 april 2022 overleed hij op 80-jarige leeftijd.
- Bibsys: 90950345
- Biblioteca Nacional de España: XX870900
- Bibliothèque nationale de France: cb12402208x (data)
- Catàleg d'autoritats de noms i títols de Catalunya: 981058520060206706
- CiNii: DA1324313X
- Gemeinsame Normdatei: 12357319X
- International Standard Name Identifier: 0000 0001 2142 2470
- Library of Congress Control Number: no97014562
- MusicBrainz: 9833d08c-6959-4ed0-a6ed-e1d96147b538
- Nationale Bibliotheek van Tsjechië: xx0068295
- Nationale bibliotheek van Australië: 40457415
- Nationale Bibliotheek van Israël: 987007455165905171
- Nederlandse Thesaurus van Auteursnamen: 239471822
- Réseau des bibliothèques de Suisse occidentale: 02-A012322163
- Istituto Centrale per il Catalogo Unico: LO1V088907
- SNAC: w6d230k0
- Système universitaire de documentation: 059447575
- Virtual International Authority File: 85745339
- WorldCat: E39PBJx4rjXhPhphpkB4jCMXVC